# Бекство (књига)
Бекство (енгл. Runaway) је збирка прича канадске књижевнице Алис Манро (енгл. Alice Munro) која је добила Нобелову награду за књижевност 2013. године. Осам прича чини садржај ове публикације објављене 2004. године.

## О делу
У књизи се налази осам прича које су певезане судбинама жена и девојака које покушавају да опстану и преживе различите животне изазове несрећних љубавних веза, медиокритетских средина и проблематичних породичних односа. У приповеткама се огледа Чеховљевски реализам, непревазиђен психолошки увид у свакодневне животе њених протагониста. Радња приповетки је смештена у малим градићима југозападног Онтарија. 

### Стил писања
Алис Манро пише кратку прозу и тај жанр ју је и прославио. Она из свакодневице успева да спаја обичне животе са необичним визијама. Данас је препознатљива и светски позната по том таленту. Чланови Шведске академије назвали су Алис Манро мајстором савремене приповетке. Јунаци долазе у сукоб са ускогрудим схватањима средине и традицијама које су дубоко укорењене.

## Награде
Добитник је Награде Гилер 2004. године за збирку прича Бекство.